# پارک چان-سوک
پارک چان-سوک (انگلیسی: Park Chan-sook؛ زادهٔ ۳ ژوئن ۱۹۵۹) بازیکن بسکتبال اهل کره جنوبی بود.
از افتخارات وی میتوان به کسب مدال نقره در بازی‌های المپیک تابستانی ۱۹۸۴ اشاره کرد.